# 東中央町停留場
東中央町停留場（日语：／ Higashi-chuocho teiryūjō */?），又稱東中央町電車站，是位於岡山縣岡山市北區東中央町和南中央町，岡山電氣軌道清輝橋線的電車站。車站編號為S08。在2015年（平成27年）4月前，電車站東邊140米處設有岡山市立市民醫院，因此電車站站名牌上標記「東中央町（市民病院入口）」。
此電車站是在岡山電氣軌道清輝橋線延伸以來61年後新設的電車站。

## 歷史
- 2007年（平成19年）
  - 4月 開始建設電車站。
  - 8月2日 舉行開幕儀式（由於颱風天兔接近岡山，因此車站開幕儀式提早一日。
  - 8月3日 車站正式啟用。

## 電車站構造
電車站是建造在共用行車道上。電車站設有1面2線的島式低地台月台。

## 電車站周邊
- 岡電巴士、Megurin「東中央町」巴士站
- 岡山櫻町郵局

## 相鄰電車站
岡山電氣軌道
■清輝橋線
大雲寺前（S07）－東中央町（S08）－清輝橋（S09）

## 注腳
1. 1 2 3  岡山電気軌道清輝橋線　東中央町停留場 （页面存档备份，存于）（日語）

## 外部連結
- 岡山電気軌道株式会社 電車事業部（路面電車） （页面存档备份，存于）（日語）